# (464224) 2015 BP242
(464224) 2015 BP242 es un asteroide perteneciente al cinturón de asteroides, descubierto el 19 de abril de 2006 por el equipo Spacewatch desde el Observatorio Nacional de Kitt Peak (Arizona, Estados Unidos).